# Bernd Bressem
Bernd Bressem (* 4. Juni 1965 in Hamburg) ist ein ehemaliger deutscher Fußballspieler.

## Karriere
Bressem begann im Alter von fünf Jahren bei der FTSV Komet Blankenese mit dem Fußballsport. Er spielte später für die Herrenmannschaft des Vereins, im Juni 1984 wurde er als Spieler des Verbandsliga-Aufsteigers in die Junioren-Auswahl des Hamburger Fußball-Verbands berufen. Gerd-Volker Schock, Talentsichter des Hamburger SV, entdeckte Bressem für den Bundesligisten, der ihn im Sommer 1985 unter Vertrag nahm. Der Bundesligist zahlte für Bressem, über den HSV-Trainer Ernst Happel sagte „Dieser Junge hat Talent“, eine Ablösesumme von DM 35 000. Bei den Hamburgern, die ihm einen Zweijahresvertrag gaben, spielte Bressem eine Saison unter Trainer Happel, der ihn in sechs Spielen einwechselte. Eigener Aussage nach erhielt Bressem beim Hamburger SV ein jährliches Grundgehalt von DM 250 000.
Im September 1986 verhandelte der HSV mit dem FC St. Pauli über einen Wechsel Bressems. Im selben Monat bestritt Bressem, der zu dieser Zeit von seinem früheren Blankeneser Trainer Bernd Kleingarn als Berater betreut wurde, ein Probetraining beim belgischen Verein Royal Antwerpen. Neben einem Angebot aus Antwerpen lag ihm auch eines von Rot-Weiß Oberhausen (2. Bundesliga) vor. Anfang Oktober 1986 wechselte er nach Oberhausen, der Vertrag enthielt eine Klausel, der zufolge Bressem am Ende der Saison 1986/87 ablösefrei zum HSV zurückkehren konnte. In Oberhausen kam er 1986/87 zu 22 Einsätzen und in einer Partie beim SV Darmstadt 98 zu seinem ersten Tor im Profifußball. „Ich fühle mich hier wirklich wohl. Aber so wie es zur Zeit aussieht, gehe ich weg“, sagte der damals 21-Jährige im April 1987. „Ich glaube, ich kann fußballerisch höhere Ansprüche an mich stellen“, so Bressem seinerzeit.
Nach der Saison 1986/87, in welcher sich mit RWO knapp vor dem Abstieg rettete, kehrte er zunächst zum Hamburger SV zurück. Er fand aber keine Aufnahme mehr bei den Profis und ein Verein, der eine angedachte Ablöse von DM 150.000 bezahlen wollte, fand sich nicht. Mitte Januar 1988 wurde sein Wechsel zu Arminia Bielefeld vermeldet, er spielte dann aber ab Februar 1988 für die HSV-Amateure und kam sogleich zu Einsätzen.
In den folgenden Jahren fanden sich aber nur mehr unterklassige Vereine für Bressem. Dass er den Durchbruch im Berufsfußball nicht schaffte, führte er später darauf zurück, dass er „wohl zu abhängig vom Lob und der Anerkennung durch Trainer und Mitspieler“ gewesen sei. Bei Kritik habe er schnell den Kopf hängen lassen.
Er wechselte 1988 zum damaligen Oberligisten VfL Wolfsburg und erhielt bei Volkswagen die Möglichkeit, seine Lehre als Speditionskaufmann zu beenden. 1992 schloss sich Bressem dem Regionalligisten Concordia Hamburg an. 1996 stand er mit Concordia im Endspiel um den Hamburger Verbandspokal, das aber verloren wurde. Ab Jahresbeginn 1997 spielte er in derselben Liga für Altona 93, später erneut für Komet Blankenese und die SV Halstenbek-Rellingen. 2005 zog er mit der Mannschaft zum zweiten Mal in seiner Laufbahn in das Endspiel des Hamburger Pokalwettbewerbs ein, unterlag aber dort mit dem Verbandsligisten dem FC St. Pauli (Regionalliga).
2006 wurde er Trainer des FC Elmshorn und führte die Mannschaft zum Aufstieg in die Landesliga sowie dort in der Saison 2008/09 als Liganeuling auf den dritten Platz. Im Juni 2009 kam es zur Trennung.
Bis Dezember 2012 war Bressem Trainer der zweiten Mannschaft der SV Halstenbek-Rellingen (Bezirksliga), im März 2013 trat er das Traineramt beim TSV Holm (ebenfalls Bezirksliga) an. Er blieb in Holm bis April 2015 im Amt. Später war er als Jugendtrainer bei Union Tornesch tätig.